# Gyulay Ferenc
Marosnémeti és nádaskai gróf Gyulay Ferenc (Torna, 1674. augusztus 11. – Mantova, 1728. október 18.) magyar gróf, császári-királyi altábornagy, erdélyi nemesi család sarja. Barakonyi Ferenc unokája.

## Élete
Gyulay Ferenc gróf Torna várában született Gyulay Ferenc gróf és első felesége, Barakonyi Klára egyetlen gyermekeként. Apja, idősebb Gyulay Ferenc 1694. június 2-án bárói, 1701. január 13-án grófi rangot nyert I. Lipóttól. Anyai nagyapja, Barakonyi Ferenc (1611–1675), Felső-Magyarország egyik tekintélyes nemese volt, s emellett költőként is tevékenykedett. Édesanyját korán elvesztette, apja ezután másodszor is megnősült, kapuvári Kapy Mária grófnőt vette feleségül, akitől két gyermeke született: István és Katalin.
Az ifjú Gyulay Ferenc katonai pályafutása 29 éves korában indult, amikor 1703. április 16-án alezredes lett a Bagossy-hajdúezredben. A  spanyol örökösödési háború során 1703–1704-ben az itáliai hadszíntéren harcolt. 1704. szeptember 29-én francia hadifogságba esett, melyből csak 1706 végén szabadult. 1707-ben ezredessé léptették elő, később a Rákóczihoz átállt Bagossy helyében ezredparancsnok és tulajdonos lett; továbbra is az itáliai hadszíntéren hadakozott. 1716-ban generális strázsamester, 1723-ban altábornagy lett. Az itáliai hadjáratról írt magyar nyelvű naplója fontos és érdekes forrásként szolgál.

## Házassága, gyermekei
Gyulay Ferenc gróf Péterváradon 1709. június 11-én feleségül vette a 19 éves losonczi Bánffy Mária grófnőt (* Gyalu vára, 1690), Bánffy György gubernátor és Bethlen Klára leányát. Házasságukból tíz gyermek született, de csak négyen érték el a felnőttkort:
- Gyulay Klára (* Bécs, 1710. április 11.), aki bethleni Bethlen Imre grófhoz ment férjhez.
- Gyulay Ferenc (* Mantova, 1715. október 16.)
- Gyulay Katalin (* Mantova, 1717. február 24.)
- Gyulay Sámuel altábornagy (* Nádaska, 1723. július 28.; † Székelybere, 1802. április 24.), aki kászoni Bornemissza Anna bárónőt vette feleségül.